# Cijengkol (Setu)
Cijengkol is een bestuurslaag in het regentschap Bekasi van de provincie West-Java, Indonesië. Cijengkol telt 9004 inwoners (volkstelling 2010).